# Kraftwerk Vojany
Das Kraftwerk Vojany ist ein stillgelegtes Wärmekraftwerk bei Vojany (Košický kraj) in der Slowakei. Es besteht aus zwölf Blöcken mit einer Leistung von je 110 Megawatt. Betreiber ist Slovenské elektrárne, ein Tochterunternehmen von ENEL.

## Geschichte
Die Planungen der ersten Anlage begannen 1959, im Jahr 1960 wurde der Bau genehmigt und 1961 mit dem Bau begonnen. Die Fertigstellung erfolgte 1966. Die zweite Anlage wurde 1966 genehmigt und ging 1974 in Betrieb.
Die erste Anlage wird mit aus der Ukraine importierte Steinkohle, welche über die breitspurige Bahnstrecke Uschhorod–Haniska angeliefert wird, beheizt. Das Kühlwasser stammt aus dem Stausee Zemplínska Šírava. Der verwendete Schornstein ist 200 Meter hoch.
Die zweite Anlage verfeuert Schweröl. Zwischen 1979 und 1985 wurde sie modernisiert und so umgebaut, dass auch Erdgas verwendet werden kann. Der 1974 vollendete Kamin war bis 1998 mit 300 Metern Höhe neben dem Kamin des Kraftwerks Nováky der höchste Kamin der Slowakei. 1998 wurde seine Höhe auf 175 Meter reduziert, um grenzüberschreitende Luftverschmutzung zu verringern.
Die zweite Anlage wurde stillgelegt. In der ersten Anlage, welche aus zwei Blöcken mit je 110 MW besteht, wurde eine Mischung aus Steinkohle, Biomasse und Klärschlamm verbrannt. Sie wurden am 26. März 2024 stillgelegt.